# Julius Marshuetz Mayer

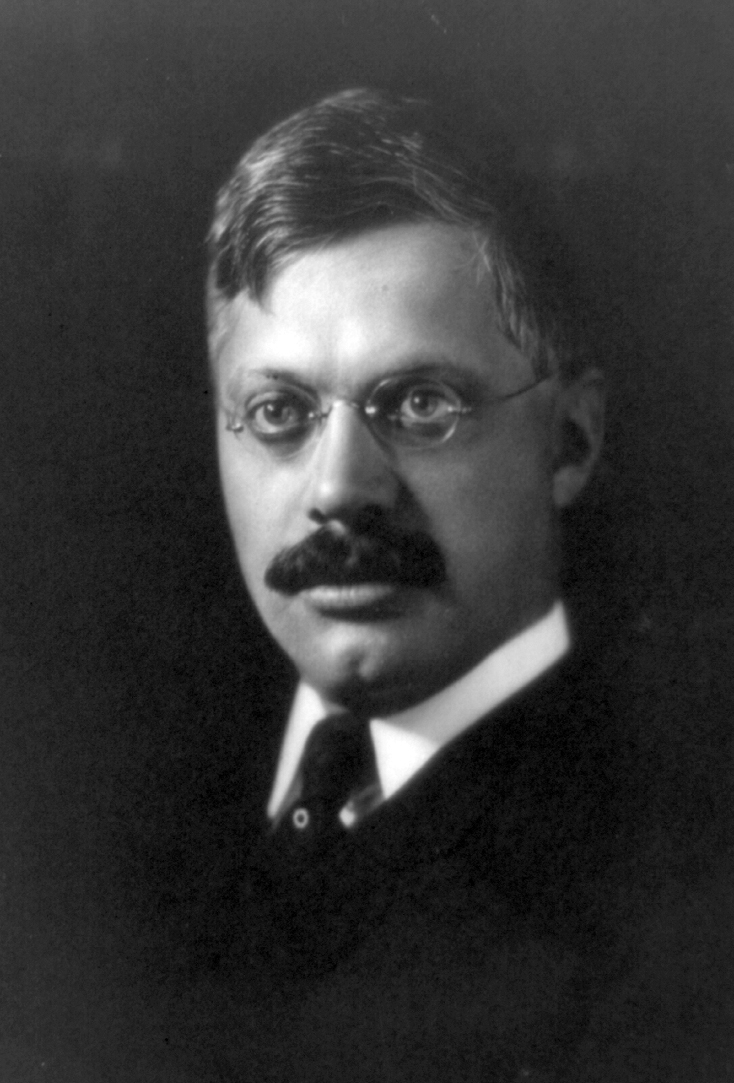
Julius Marshuetz Mayer

Julius Marshuetz Mayer (* 5. September 1865 in New York City; † 20. November 1925 ebenda) war ein US-amerikanischer Jurist und Politiker (Republikanische Partei).

## Werdegang
Über die Jugendjahre von Julius Marshuetz Mayer ist nichts bekannt. Er graduierte am City College of New York. Dann studierte er Jura an der Columbia Law School. Nach dem Erhalt seiner Zulassung als Anwalt eröffnete er eine Anwaltspraxis in New York. Neben seiner Tätigkeit als Anwalt war er auch als Berater für verschiedene staatliche Stellen tätig. Der Bürgermeister Seth Low berief ihn im Januar 1902 an den Court of Special Sessions, um eine Vakanz zu füllen. Im Juli 1903 wurde er für eine volle zehnjährige Amtszeit wieder ernannt, trat aber am 30. Dezember 1903 von seinem Posten zurück, um wieder seiner juristischen Tätigkeit nachzugehen.
Bei den Wahlen 1904 wurde er zum Attorney General von New York gewählt. Er bekleidete dann den Posten von 1905 bis 1906. Bei seiner Wiederwahlkandidatur 1906 erlitt aber er eine Niederlage gegenüber dem Demokraten William S. Jackson. Er nahm 1904 und 1908 als Delegierter an den Republican National Conventions teil.
US-Präsident William Howard Taft ernannte ihn 1912 als Nachfolger von George Bethune Adams zum Richter am United States District Court for the Southern District of New York. 1921 berief ihn dann Präsident Warren G. Harding als Berufungsrichter an das United States Court of Appeals for the Second Circuit; hier folgte er auf Henry Galbraith Ward. Mayer diente am 2. Gerichtskreis nur drei Jahre lang. Er trat am 31. Juli 1924 von seinem Richterposten zurück und nahm wieder seine juristische Tätigkeit auf.